# Algoritmo quântico
Em computação quântica, um algoritmo quântico é um algoritmo que funciona em um modelo realístico de computação quântica. O modelo mais utilizado é o modelo do circuito de computação quântica. A terminologia em geral se refere àqueles algoritmos que utilizam das propriedades da computação quântica, como a sobreposição quântica ou entrelaçamento quântico.
Ao serem usados em computadores quânticos, permitem que a resolução de problemas em áreas como criptografia, procura e otimização, simulação de sistemas quânticos e solução de sistemas lineares possam ser feitas com desempenho superior aos computadores clássicos.
Exemplo de algoritmos quânticos são o Algoritmo de Shor  e o Algoritmo de Grover.